# 柔软光黑腹菌
柔软光黑腹菌（学名：Alpova mollis）是属于网褶菌科光黑腹菌属的一种担子菌。该种分布于中国、葡萄牙、美国等地。
其种加词“mollis ”意为“柔软的”。